# Ali Djaber Brahimi
Pour les articles homonymes, voir Brahimi.
Ali Djaber Brahimi (en arabe : علي جابر براهيمي), né le 1er mars 1985 à Ksar el Boukhari, est un trampoliniste algérien.

## Carrière
Ali Djaber Brahimi est médaillé d'argent en trampoline individuel et médaillé d'or en trampoline par équipes aux Championnats d'Afrique 2002 à Alger.
Aux Championnats d'Afrique 2008 à Walvis Bay, il remporte la médaille d'or en trampoline individuel, la médaille d'or en trampoline synchronisé avec Lokmane Zakaria Sabour ainsi que la médaille d'or par équipes.